# National Football League 2011
Sezóna NFL 2011 byla 92. sezónou NFL. Začala ve čtvrtek 8. září 2011 a vyvrcholila v neděli 5. února 2012 Superbowlem. Vítězem Superbowlu XLVI se stal počtvrté ve své historii tým New York Giants.

## Základní část

### American Football Conference
| Tým                  | V  | P  | B + | B - |
| -------------------- | -- | -- | --- | --- |
| New England Patriots | 13 | 3  | 513 | 342 |
| New York Jets        | 8  | 8  | 377 | 363 |
| Miami Dolphins       | 6  | 10 | 329 | 313 |
| Buffalo Bills        | 6  | 10 | 372 | 434 |

| Tým                 | V  | P  | B + | B - |
| ------------------- | -- | -- | --- | --- |
| Baltimore Ravens    | 12 | 4  | 378 | 266 |
| Pittsburgh Steelers | 12 | 4  | 325 | 227 |
| Cincinnati Bengals  | 9  | 7  | 344 | 323 |
| Cleveland Browns    | 4  | 12 | 218 | 307 |

| Tým                  | V  | P  | B + | B - |
| -------------------- | -- | -- | --- | --- |
| Houston Texans       | 10 | 6  | 381 | 278 |
| Tennessee Titans     | 9  | 7  | 325 | 317 |
| Jacksonville Jaguars | 5  | 11 | 243 | 329 |
| Indianapolis Colts   | 2  | 14 | 243 | 430 |

| Tým                | V | P | B + | B - |
| ------------------ | - | - | --- | --- |
| Denver Broncos     | 8 | 8 | 309 | 390 |
| San Diego Chargers | 8 | 8 | 406 | 377 |
| Oakland Raiders    | 8 | 8 | 359 | 433 |
| Kansas City Chiefs | 7 | 9 | 212 | 338 |

### National Football Conference
| Tým                 | V | P  | B + | B - |
| ------------------- | - | -- | --- | --- |
| New York Giants     | 9 | 7  | 394 | 400 |
| Philadelphia Eagles | 8 | 8  | 396 | 328 |
| Dallas Cowboys      | 8 | 8  | 369 | 347 |
| Washington Redskins | 5 | 11 | 288 | 367 |

| Tým               | V  | P  | B + | B - |
| ----------------- | -- | -- | --- | --- |
| Green Bay Packers | 15 | 1  | 560 | 359 |
| Detroit Lions     | 10 | 6  | 474 | 387 |
| Chicago Bears     | 8  | 8  | 353 | 341 |
| Minnesota Vikings | 3  | 13 | 340 | 449 |

| Tým                  | V  | P  | B + | B - |
| -------------------- | -- | -- | --- | --- |
| New Orleans Saints   | 13 | 3  | 547 | 349 |
| Atlanta Falcons      | 10 | 6  | 402 | 350 |
| Carolina Panthers    | 6  | 10 | 406 | 429 |
| Tampa Bay Buccaneers | 4  | 12 | 287 | 494 |

| Tým                 | V  | P  | B + | B - |
| ------------------- | -- | -- | --- | --- |
| San Francisco 49ers | 13 | 3  | 380 | 229 |
| Arizona Cardinals   | 8  | 8  | 312 | 348 |
| Seattle Seahawks    | 7  | 9  | 321 | 315 |
| St. Louis Rams      | 2  | 14 | 193 | 407 |

## Play-off
| Wild Card Playoffs  | Wild Card Playoffs |  |                    | Divisional Playoffs  | Divisional Playoffs |  |  | NFC & AFC Championship | NFC & AFC Championship |  |  | Super Bowl           | Super Bowl |
|                     |                    |  |                    |                      |                     |  |  |                        |                        |  |  |                      |            |
|                     |                    |  |                    |                      |                     |  |  |                        |                        |  |  |                      |            |
|                     |                    |  |                    | Green Bay Packers    | 20                  |  |  |                        |                        |  |  |                      |            |
| New York Giants     | 24                 |  | New York Giants    | 37                   |                     |  |  |                        |                        |  |  |                      |            |
| Atlanta Falcons     | 2                  |  |                    |                      |                     |  |  | San Francisco 49ers    | 17                     |  |  |                      |            |
|                     |                    |  |                    |                      |                     |  |  | New York Giants        | 20                     |  |  |                      |            |
|                     |                    |  |                    | San Francisco 49ers  | 36                  |  |  |                        |                        |  |  |                      |            |
| New Orleans Saints  | 45                 |  | New Orleans Saints | 32                   |                     |  |  |                        |                        |  |  |                      |            |
| Detroit Lions       | 28                 |  |                    |                      |                     |  |  |                        |                        |  |  | New York Giants      | 21         |
|                     |                    |  |                    |                      |                     |  |  |                        |                        |  |  | New England Patriots | 17         |
|                     |                    |  |                    | Baltimore Ravens     | 20                  |  |  |                        |                        |  |  |                      |            |
| Houston Texans      | 31                 |  | Houston Texans     | 13                   |                     |  |  |                        |                        |  |  |                      |            |
| Cincinnati Bengals  | 10                 |  |                    |                      |                     |  |  | New England Patriots   | 23                     |  |  |                      |            |
|                     |                    |  |                    |                      |                     |  |  | Baltimore Ravens       | 20                     |  |  |                      |            |
|                     |                    |  |                    | New England Patriots | 45                  |  |  |                        |                        |  |  |                      |            |
| Denver Broncos      | 29                 |  | Denver Broncos     | 10                   |                     |  |  |                        |                        |  |  |                      |            |
| Pittsburgh Steelers | 23                 |  |                    |                      |                     |  |  |                        |                        |  |  |                      |            |